# Mario Vekić
Mario Vekić (Osijek, 27. prosinca 1982.) je hrvatski veslač. Član je hrvatske veslačke reprezentacije i osvajač medalja na velikim međunarodnim veslačkim natjecanjima. Višestruki je prvak Hrvatske u disciplinama samac, dvojac na pariće i četverac na pariće.
Veslanjem se počeo baviti 1997. u Osijeku. Kao član Veslačkog kluba Iktus prošao selekcije mlađih juniora i juniora u raznim posadama. Na svjetskom juniorskom prvenstvu održanom u Zagrebu 2000. godine osvaja srebrnu medalju u dvojcu na pariće s Antom Kušurinom, članom zagrebačkog Veslačkog kluba Trešnjevka.
- OI 2008. – 2. mjesto na kvalifikacijama u dvojcu na pariće s Antom Kušurinom (izravno u polufinale)

## Vanjske poveznice
- Kratka biografija na službenim stranicama OI 2008.
- Ante Kušurin i Mario Vekić u polufinalu dvojca na pariće[neaktivna poveznica]